# علم الروبوتات العصبي

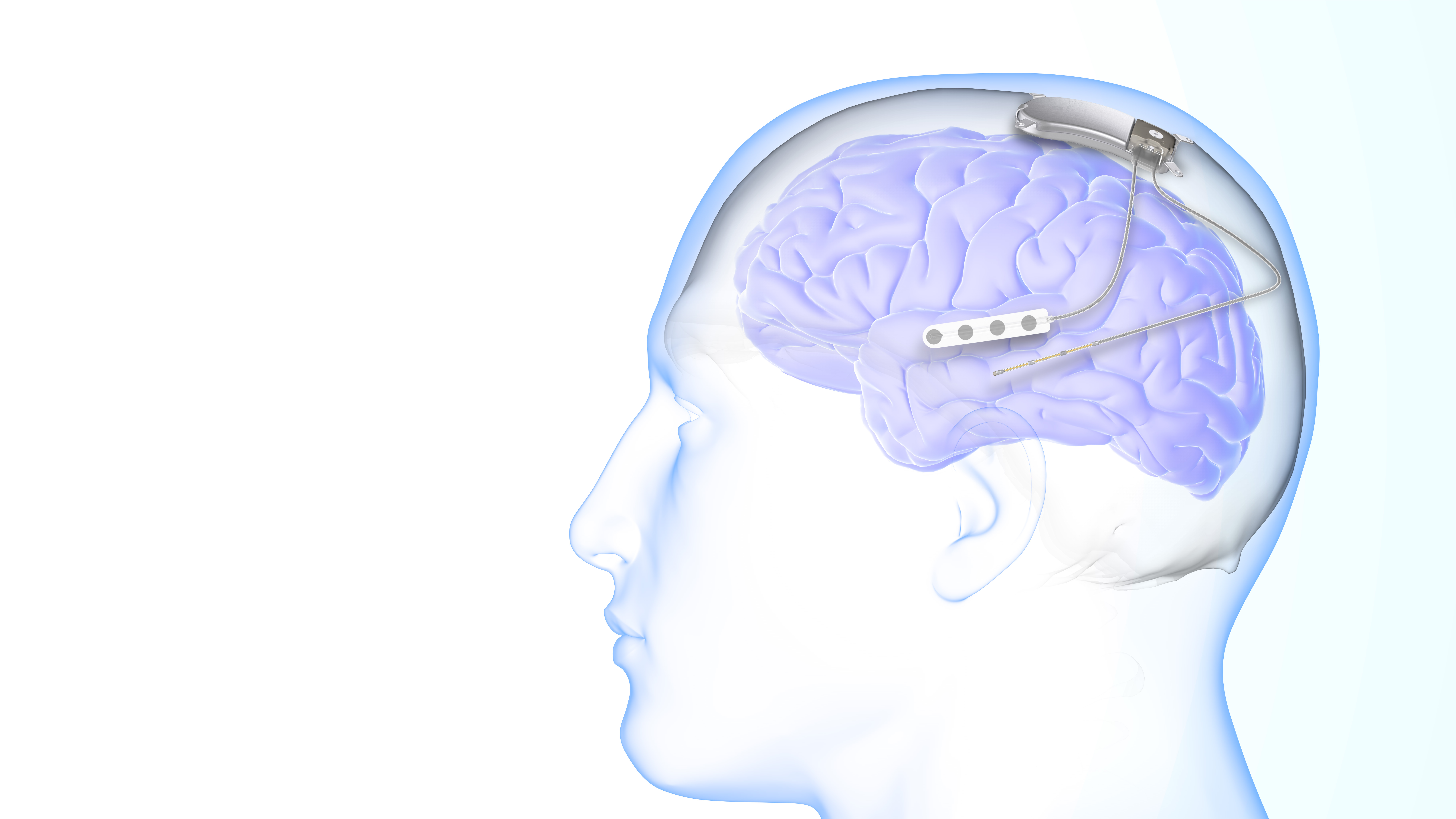
علم الروبوتات العصبي

علم الروبوتات العصبية هو دراسة تدمج بين العلوم العصبية والإنسالية (الروبوتات أو الإنسان الآلي) والذكاء الاصطناعي (AI)، وهو أيضًا العلم والتكنولوجيا المختصان بالنظم العصبية المستقلة المركبة. تشتمل النظم العصبية على خوارزمياتٍ يبتكرها الدماغ (مثل الشبكات الارتباطية)، ونماذج حوسبة للشبكات العصبية الحيوية (مثل الشبكات العصبية الشوكية الاصطناعية، وهي محاكاةٌ واسعة النطاق للدوائر العصبية الدقيقة)، ونظمٍ حيويةٍ حقيقيةٍ (مثل شبكات الأعصاب داخل الكائن الحي والتجارب المختبرية). وهذه النظم العصبية يمكن تركيبها في الآلات التي يتم تشغيلها ميكانيكيًا أو بأية وسيلة أخرى للتشغيل المادي. ويتضمن ذلك الروبوتات ونظم الأعضاء الاصطناعية أو القابلة للارتداء، وكذلك الآلات الدقيقة ولكن على نطاقٍ ضيق، والأثاث والبنى التحتية على نطاقٍ أوسع.
ويُعد علم الروبوتات العصبية فرعًا من العلوم العصبية والإنسالية، والذي يتناول دراسة وتطبيق العلم والتكنولوجيا المختصين بنظم الأعصاب المركبة المستقلة مثل الخوارزميات المستوحاة من الدماغ. علم الروبوتات العصبي في جوهره مبني على فكرة أنّ الدماغ متجسدة والجسد متضمن في البيئة. وبالتالي، فمن الضروري أن تعمل «الروبوتات العصبية» في العالم الحقيقي وليس في بيئةٍ محاكية.

## مقدمة
يقدم علم الروبوتات العصبي نهجًا لدراسة الذكاء من وجهتين مختلفتين. فعلوم الأعصاب تحاول فهم مما يتكون الذكاء وكيفية عمله عن طريق البحث في نظمٍ حيويةٍ ذكية، بينما ترمي دراسة الذكاء الاصطناعي إلى تخليق نوعٍ من الذكاء بطرقٍ اصطناعيةٍ أو غير حيوية. ويعد علم الروبوتات العصبية هو الحد الفاصل بين الاثنين، حيث يتم اختبار النظريات المستوحاة بيولوجيًا في بيئةٍ ذات أساس، عن طريق التطبيق المادي للنموذج المشار إليه. في حين أنَّ نجاح وفشل «الروبوت العصبي» أو النموذج الذي تمت صناعته منه يوفران الدلائل اللازمة لدحض تلك النظرية أو دعمها، ويقدمان الرؤية للدراسات المستقبلية.

## الفئات الرئيسية لنماذج الروبوتات العصبية
يمكن تقسيم الروبوتات العصبية إلى عدة فئات رئيسية طبقًا للغرض الذي يستخدم فيه الروبوت. وكل فئة مصممة لتطبيق آلية معينة تفيد الدراسة. وتكمن الأنواع الثلاثة الأكثر شيوعًا في تلك التي يتم استخدامها في دراسة التحكم في المحركات والذاكرة واختيار العمل.

### الحركة والتحكم في المحركات
تُسْتَخْدَم الروبوتات العصبية كثيرًا في دراسة أنظمة التغذية الراجعة للمحركات والتحكم فيها، وقد أثبتت جدارتها في مجال تطوير أجهزة التحكم في الروبوتات. ويتم وضع نماذج للحركة باستخدام عددٍ من النظريات العصبية التي تتناول نشاط أنظمة المحركات. وقد تمت محاكاة أنظمة التحكم في الحركة باستخدام نماذج أو مولدات أنماط مركزية، وهي كتلٌ من الخلايا العصبية القادرة على تكوين سلوك متكرر، بغرض إنشاء روبوتات تمشي على أربع أقدام. وقد قامت فرقٌ علميةٌ أخرى بتوسيع نطاق فكرة دمج نظم التحكم البدائية في مجموعاتٍ تسلسلية من الأنظمة المستقلة البسيطة. هذه النظم تستطيع صياغة حركات معقدة من خلال الدمج بين هذه المجموعات الفرعية البدائية. وتعتمد نظرية الحركة باستخدام المحركات على تنظيم الأعمدة القشرية، والتي تتكامل بطريقةٍ تصاعديةٍ من المدخلات الحسيّة البسيطة إلى إشارات واردة معقدة، أو من برامج محركات معقدة إلى طرق تحكم بسيطة لكل ليفة عضلية في الإشارات الصادرة، مكونة لبنية تسلسلية مشابهة.